# コールアンドレスポンス
音楽におけるコールアンドレスポンス（英: call and response）とは、音楽における「掛け合い」である。略してコーレスとも言う。
本来は、例えばメインボーカルとコーラスの歌詞が呼応するなど、複数の演奏者または歌手が前者の呼びかけに後者が応答する形でフレーズを継承して演奏・歌唱する楽式を意味するが、コンサートなどで演奏者の呼びかけに対して観客が応えることをも意味する。

## 概要
コールアンドレスポンスはアフリカ音楽をルーツとするゴスペル、ブルース、ソウルなどのブラック・ミュージックや、キリスト教音楽におけるアンティフォナ、レスポンソリウム、アンセムや、インドの伝統音楽におけるジュガルバンディ、サワール・ジャヴァーブ、フランスのブルターニュ地方やフェロー諸島地域の音楽であるシーシャンティなど、世界各地の様々な伝統音楽や民族音楽、労働歌、ポピュラー音楽で取り入れられている。
また、コールアンドレスポンスはブラックアフリカ地域において、伝統的に集会や宗教儀式などを告知するコミュニケーション手段として普及していたことからアフリカ系アメリカ人の音楽であるゴスペル、ブルース、ジャズ、ドゥーワップや、キューバのルンバ、ソン、サンテリア音楽やジャマイカのナイヤビンギ、メントなど、黒人奴隷の子孫たちの音楽で特によく聞かれる楽式である。
ポピュラー音楽において、コールアンドレスポンスはリズムアンドブルースなどのブラックミュージックにおいて、よく見られる。マディ・ウォーターズ「マニッシュボーイ」やチャック・ベリー「スクール・デイズ」などのはその例である。そこから影響を受けたロックやロカビリーなど白人音楽でも使用されるようになった。1965年に発表されたザ・フーの楽曲「マイ・ジェネレーション」は、その一例である。
また、伝統的なブルースとその派生ジャンルにおけるブルース形式による楽式では、明確にコールアンドレスポンスが現れている。最も一般的なブルース形式である
- A（12小節） = a（4小節） + a'（4小節） + b（4小節）

パターンにおいてはaおよびa'が「コール」で、bが「レスポンス」となる。しかし、それら4小節をさらに細分化し、2小節または1小節ごとに短いコールアンドレスポンスが繰り返される場合もある。

### 種類
リーダー/コーラス
リーダー/コーラス・コールアンドレスポンス (leader/chorus call and response) とはリーダーが主題を提示し、それをコーラス隊による応唱や楽器演奏で継承する楽式である。アメリカのブルースマンであるマディ・ウォーターズは、代表曲「I'm Your Hoochie Coochie Man」においてほぼ全面的にこの形式を取り入れている。
クエスチョン/アンサー
クエスチョン/アンサー・コールアンドレスポンス (question/answer call and response) とはバンドの一部が音楽的「質問」または未完成と感じるフレーズを演奏し、別なパートが演奏による「回答」、または完成させる形式のコールアンドレスポンスである。ブルースにおいては、ドミナントコードからトニックコードに進行することが多いBセクションで主に使用される。